# Tachyeres patachonicus
Tachyeres patachonicus là một loài chim trong họ Vịt.